# شرائط نيكسون في البيت الأبيض

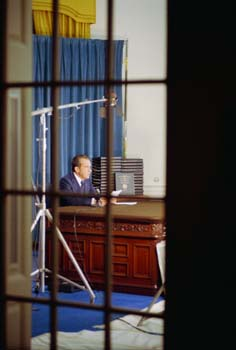

شرائط نيكسون في البيت الأبيض هي تسجيلات صوتية للمحادثات التي جرت إبان ولاية الرئيس الأمريكي السابق ريتشارد نيكسون ومسؤولي إدارته وأفراد من عائلته وموظفي البيت الأبيض بين عامي 1971 و 1973.
في فبراير 1971، تم تركيب نظام تسجيل صوتي نشط في المكتب البيضاوي، بما في ذلك المكتب البيضاوي لنيكسون ، مستخدمًا مسجلات الشاشات المفتوحة TC-800B من سوني لالتقاط الأصوات المنقولة بواسطة الهواتف والميكروفونات المخفية. تم توسيع النظام ليشمل غرف أخرى داخل البيت الأبيض ومنتجع كامب ديفيد. تم إيقاف تشغيل النظام في 18 يوليو 1973، بعد يومين من اكتشاف الفضيحة للجمهور بعد جلسات استماع لجنة ووترغيت التابعة لمجلس الشيوخ. لم يكن نيكسون أول رئيس يسجل محادثاته في البيت الأبيض. إذ بدأت هذه الممارسة من قبل الرئيس فرانكلين روزفلت في عام 1940.
ظهر وجود الأشرطة خلال فضيحة ووترغيت في عامي 1973 و 1974، عندما ذُكر هذا النظام خلال الشهادة المتلفزة لمساعد البيت الأبيض ألكسندر باترفيلد أمام لجنة ووترغيت في مجلس الشيوخ. إذ إن رفض نيكسون لمذكرة استدعاء من الكونغرس لاستماع للأشرطة كان بمثابة دلائل اتهام ضده، أدى إلى استقالته في 9 أغسطس 1974.
في 19 أغسطس 2013، أصدرت مكتبة ومتحف ريتشارد نيكسون وإدارة الأرشيف والوثائق الوطنية 340 ساعة الأخيرة من الأشرطة التي تغطي الفترة من 9 أبريل وحتى 12 يوليو 1973.